# A Kongói Demokratikus Köztársaság címere

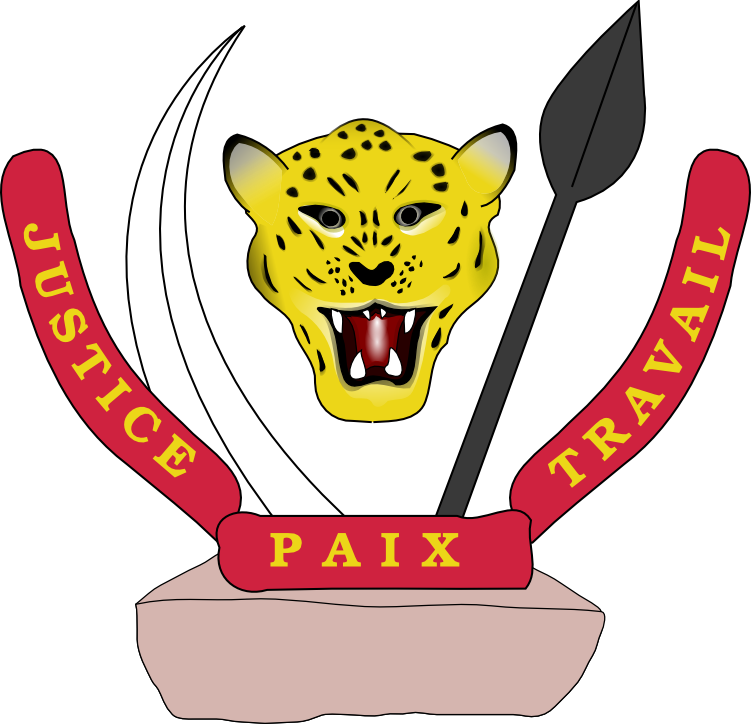
A Kongói Demokratikus Köztársaság címere

A Kongói Demokratikus Köztársaság címere egy leopárdfejet, egy elefántagyarat és egy lándzsát ábrázol. Ezek alatt, vörös szalagon sárga betűkkel olvasható az ország mottója: „Justice, Paix, Travail” (Igazság, Béke, Munka). A jelenlegi címert 2006. február 18-án fogadták el. 